# 2004年9月

## 9月29日
- 台灣台北捷運綠線的七張－小碧潭路段已於本日完工通車。

## 9月28日
- Google新闻中国版对新闻来源进行自我审查，Google称此举出于无奈。CNN（英文）

## 9月27日
- 在印度旅游胜地泰姬陵前的亚穆纳河畔，两名演员扮演成印度莫卧儿王朝第五代皇帝沙贾汗与其爱妻泰姬·玛哈尔。当天，印度举行活动庆祝泰姬陵350岁生日。华夏经纬网（页面存档备份，存于）
- 日本首相小泉纯一郎改组内阁。新浪网（页面存档备份，存于）
- 泰国泰国东北部一名36岁的妇女感染了禽流感病毒。这是自今年7月禽流感复发以来泰国确认的第二起人类感染病例。新华网（页面存档备份，存于）

## 9月26日
- 统一圣战组织发表声明称，他们已将被绑架的英国工程师肯尼思·比格利斩首，同时新抓获了7名英军士兵作为人质。但英军表示未获士兵失踪的报告，也称未收到人质下落的准确报道。大公报[]
- 中共中央军委会举行晋升上将仪式，张定发、靖志远两人晋升上将军衔。新浪网
- 台湾“反6108军购联盟”和“民主行动联盟”发动万人反军购大游行活动，许信良、陈文茜、宋楚瑜、侯孝贤、李敖等人参加并发表演说，反对中华民国政府即将推动的价值6108亿台币的军购案。台湾苹果日报联合报自立晚报[]东森（页面存档备份，存于）新华社（页面存档备份，存于）

## 9月25日
- 2004中国曲阜国际孔子文化节在孔子故里山东曲阜开幕，纪念孔子诞辰2555年。央视国际

## 9月24日
- 美国国务卿鲍威尔表示关注有关朝鲜试射导弹的传闻，但重申不会改变美国以外交手段解决朝鲜问题的立场。中新社（页面存档备份，存于）
- 中国国务院总理温家宝抵达莫斯科，开始其上任后首次对俄罗斯的访问。在与俄罗斯联邦总理弗拉德科夫举行的联合记者招待会上，两国总理强调将加强两国在能源领域的合作，俄罗斯将在未来增加对华的石油出口，并合作进行天然气的开发。两国总理也草签了俄罗斯加入世界贸易组织的双边协议。新浪网（页面存档备份，存于）扬子晚报香港文汇报
- 一级方程式赛车中国上海赛道正式启用，各车队已经完成了两轮的练习赛。这是F1首次在中国设赛站。文新传媒
- 英国又有一名闯入者进入女王伊丽莎白二世在苏格兰首府爱丁堡的王宫，并在事后成功逃逸。大公报[]
- 埃及外长在联合国大会发言，要求安理会应该增加一个代表非洲的常任理事国名额，并认为埃及能够担任此任务。此前就德国外长要求成为安理会常任理事国的发言，意大利外长表示强烈反对。新华社（页面存档备份，存于）联合早报（页面存档备份，存于）

## 9月23日
- 第五届中国金鹰电视艺术节在长沙召开，中国全国人大常委会副委员长司马仪·艾买提宣布开幕。
- 上海合作组织成员国总理第三次会议发表了联合公报，强调应对安全威胁重要性。[]
- 名列台湾“十大通缉要犯”的黑帮首领薛球和陈益华昨天从中国大陆遣返回台湾，准备接受审讯。东森（页面存档备份，存于）
- 英国政府提出联合国安理会改革的具体方案，建议安理会成员国从现有的15国扩大到24国，并吸纳日本、德国、巴西和印度为新的常任理事国。中央电视台
- 伊拉克过渡政府总理阿拉维在美国国会发表演说，感谢美国政府推翻萨达姆政权，并再次重申将在明年1月举行大选。凤凰网
- 西班牙极右翼政党再次发动游行，抗议华商对西班牙本地鞋业造成的激烈竞争。西班牙之前部分地区已经发生了排华暴动事件。[]
- 美國圣海伦斯火山喷发。

## 9月22日
- 中国与东盟10国专家在苏州召开反恐研讨会。新华网（页面存档备份，存于）
- 中央电视台新台址建设工程开工。

https://web.archive.org/web/20040827045910/http://www.livingchina.cn/

## 9月21日
- 聯合國秘書長科菲·安南批評美用武力手段向伊拉克輸送民主。解放軍報
- 海地水災死亡人數超過700人。大公報
- 中国开始向符合要求的外国人发放《外国人永久居留证》。国际在线
- 2008年奥运会的“倒计时钟”在位于北京天安门广场东的中国国家博物馆前正式启动。湖北日报
- 中国首都各界隆重庆祝中国人民政治协商会议成立55周年。新华网（页面存档备份，存于）
- 日本首相小泉纯一郎在联合国大会发言时提出，希望联合国能够让日本成为联合国安理会常任理事国；此外日本还与德国、印度和巴西组成了一个4国游说团，在争取成为安理会常任理事国方面互相合作。新华社（页面存档备份，存于）
- 美国哥伦比亚广播公司（CBS）就美国总统布什服役记录的失实报道公开道歉。CBS声称，受到了文件来源的“误导”。新华社（页面存档备份，存于）
- 台湾奥运跆拳道银牌得主黃志雄获得国民党提名，被列入其不分区立委安全名单，此外一名新党提名的候选人也被国民党列为不分区立委安全名单之列，体现泛蓝团结。台湾日报
- 一家伊斯蘭網站發佈的消息說，上周在伊拉克被綁架的3名西方人中的另一名美國人質已經被斬首，但未提及人质姓名。大公网

## 9月20日
- 《濒危野生动植物种国际贸易公约》（CITES）下属的两家机构最新公布的调查结果表明，每年四千大象死于象牙交易。新浪网（页面存档备份，存于）
- 印尼大选第二轮投票开始。新华网（页面存档备份，存于）
- 俄罗斯尤科斯石油公司因财务问题宣布把部分循陆路输往中国的石油暂停付运，导致国际石油价格重回每桶46美元的高位。[]
- 美国总统布什与民主党总统候选人克里的竞选班子宣布，两人将在11月大选前举行3场电视辩论会，第一场将在9月30日举行。此外，两党的副总统候选人也将在10月5日举行一场辩论会。新华社（页面存档备份，存于）BBC（页面存档备份，存于）
- 11名台湾中央研究院院士连署一封公开信，反对政府计划的6108亿军购案，并呼吁民众参加于周六举行的反军购游行。东森（页面存档备份，存于）
- 第56届美国艾美奖揭晓，《黑道家族》、《欲望城市》等获奖。台湾苹果日报
- 维基百科完成第 100万（页面存档备份，存于） 篇文章。

## 9月19日
- 十六届四中全会同意江泽民辞去中共中央军事委员会主席职务，决定胡锦涛任中共中央军事委员会主席。联合早报（页面存档备份，存于）

## 9月17日
- 一中國漁船遭中共公安開火兩人落海失蹤，四漁民逃金門被捕兩傷者送醫 中央社
- 第12屆残奥会在希臘雅典开幕。

## 9月16日
- 第22届中国电视金鹰奖揭晓。新华网（页面存档备份，存于）
- 欧盟国防部长会议决定2004年内成立欧盟宪兵部队。新华网（页面存档备份，存于）
- 十六届四中全会开幕。
- 丹麦王子约阿希姆和香港裔的王妃文雅丽宣布分居。丹麦不少人民都指責婚姻破裂是王子過份任性做成。
- 飓风伊万席卷加勒比海和美国多个地区，造成至少103人死亡。

## 9月15日
- 台灣知名性文化研究者何春蕤所主持的一個動物戀學術研究網站被起訴散佈猥褻物品及公然猥褻案，第一審原獲判無罪，經檢方提起上訴，台灣高等法院今日作出第二審判決，維持無罪的決定，全案定讞不得上訴第三審。聯合新聞網（页面存档备份，存于）
- Activision宣布旗下Gray Matter制作的二战动作射击大作《使命召唤：联合进攻》今日于北美上市。太平洋游戏网
- 中国首都各界隆重纪念全国人民代表大会成立五十周年。新华网（页面存档备份，存于）

## 9月14日
- 由澳大利亞和美國疆獨組織合組的東突厥斯坦流亡政府在美國華盛頓成立。聯合新聞網（页面存档备份，存于）
- 英国首相布莱尔发表讲话，指出全球变暖已经成为迫切需要解决的国际问题。他呼吁八国集团对此采取统一立场，保证全球进步与发展。 新华网（页面存档备份，存于）
- 乌克兰建议俄罗斯、白俄罗斯、哈萨克斯坦同乌克兰开展航天合作，共同开发多次往返式载人飞船——“快速帆船”。 新华网（页面存档备份，存于）
- 第59届联合国大会在纽约联合国总部开幕。新华网（页面存档备份，存于）
- 東突厥斯坦流亡政府在美國華盛頓成立。

## 9月13日
- 普京公布了俄罗斯国家权力体系的新一轮改革计划。新华网（页面存档备份，存于）
- 越南北部老街省发生的山体滑坡至少造成12人死亡，14人失踪。新华网（页面存档备份，存于）
- 英国伦敦一名示威者打扮成蝙蝠侠闯入白金汉宫示威。解放军报
- 中国在量子化霍尔电阻基准研究方面获重大突破。人民日报
- 美國國務卿鮑威爾說，美國不大可能在伊拉克境內找到任何大規模殺傷性武器。多維新聞網
- 巴勒斯坦民族解放运动（法塔赫）下属军事派别“阿克萨烈士旅”命令约旦河西岸城市杰宁一所私立大学关闭。该组织声称，此举是为抗议巴勒斯坦安全部门的干涉。 新华网（页面存档备份，存于）
- 一塌糊涂BBS被关闭，并且中国大陆的各大BBS相继发布公告，禁止讨论此事。

## 9月12日
- 達賴喇嘛四名特使訪問北京。多維新聞網
- 泰国新增4名禽流感疑似患者，其中3名是儿童。央视国际（页面存档备份，存于）
- 朝鲜国庆56周年近中国边界发生巨大爆炸 MSNBC（英文）（页面存档备份，存于）
- 2004年香港立法會選舉剛剛結束。投票人數為歷界最高，而投票率亦超過55%。BBC中文网（页面存档备份，存于）

## 9月11日
- 威尼斯国际电影节在意大利著名水城威尼斯落下帷幕，英国导演迈克·雷凭借《维拉－德雷克》捧走了本届电影节的最高奖项金狮奖。新华网（页面存档备份，存于）
- 美国纪念九一一事件三周年。ABC（英文）（页面存档备份，存于）

## 9月10日
- 中国网球公开赛开打。重庆商报[]

## 9月9日
- 俄罗斯北极-33浮冰漂流站正式开始运转。新华网（页面存档备份，存于）
- 韩国科技部承认，几名韩国科学家曾在1982年4月至5月间成功进行了提取钚的实验，但韩国政府当时并未向国际原子能机构报告此事。汉网
- 文莱王儲迎娶17歲平民少女大典隆重舉行。中國經濟網
- 中国同时将两颗实践六号空间环境探测卫星成功送入太空。光明日报（页面存档备份，存于）
- 位於印尼雅加達的澳大利亞大使館遭汽車炸彈攻擊，至少一百人以上傷亡，這起事件被懷疑是恐怖攻擊事件。聯合新聞網（页面存档备份，存于）
- Google推出中文版的新闻服务。

## 9月8日
- 英国首相布莱尔宣布改组内阁。大公报[]
- 俄罗斯联邦安全局宣布，悬赏3亿卢布（约合1000万美元）捉拿别斯兰人质危机幕后黑手——车臣非法武装头目马斯哈多夫和巴萨耶夫。南方日报（页面存档备份，存于）
- 美国未能成功在空中拦截起源号太空船，坠落在犹他州的沙漠上。上海热线
- 世界最大的太阳能发电站在德国莱比锡附近的埃斯彭海因投入使用。新华网（页面存档备份，存于）
- 俄罗斯北奥塞梯共和国总统宣布，北奥塞梯政府将在两天内集体辞职，而未能防范别斯兰人质危机的相关责任人也将受到惩处。新华网（页面存档备份，存于）

## 9月7日
- 法国计划2007年前成为欧洲最大的生物燃料生产国。新华网（页面存档备份，存于）
- 加蓬共和国总统哈吉·奥马尔·邦戈·翁丁巴抵达北京，开始对中国进行国事访问。新华网
- 2004年阿富汗总统选举拉开帷幕。新华网
- 美國最新考古研究發現，數個新近從加州和墨西哥出土的人頭骨，可以追遡至約13000年前，比現時已知來自西伯利亞的移民早約數千年到達美洲。研究員根據頭骨的DNA推斷，這一批移民乃是澳洲原住民，並經過日本或波里尼西亞群島，以海路到達美洲，推翻了西伯利亞是美洲最早期居民的論據。MSNBC（页面存档备份，存于）

## 9月6日
- 香港国际机场突起龙卷风。人民网（页面存档备份，存于）
- 叠湖短期形成后迅速消失，罗布泊中又见水波荡漾。新疆天山网（页面存档备份，存于）
- 新疆全力抢救哈萨克族民间古典音乐六十二阔恩尔。新华网（页面存档备份，存于）
- 中国南京军区福州总医院在世界上首次发现4个人类肾上腺脑白质营养不良相关基因突变新华网（页面存档备份，存于）
- 9月2日以来，四川和重庆遭遇罕见洪灾。四川因暴雨死亡人数升至55人，失踪人数增至52人。（页面存档备份，存于），重庆21人丧生，27人失踪（页面存档备份，存于）中国新闻网（页面存档备份，存于）
- 凤凰卫视前副主席周一男灭门案今日于深圳开审中国新闻网（页面存档备份，存于）
- 中国奥运金牌代表团访问香港中国新闻网（页面存档备份，存于）
- 俄罗斯北奥塞梯别斯兰人质事件劫持人质统计上升至1181人、人质死亡上升至335人，俄联邦全国下半旗致哀（页面存档备份，存于）中国新闻网（页面存档备份，存于）

## 9月5日
- 中国国家食品药品监督管理局公布19种劣质药品新华网（页面存档备份，存于）

## 9月4日
- 俄罗斯北奥赛梯人质危机人质死亡人数上升到322人，绑匪全部被击毙 新华网（页面存档备份，存于）
- 飓风佛朗西斯袭击美国佛罗里达州、乔治亚州、南卡罗莱纳州以及巴哈马，造成15人死亡。

## 9月3日
- 俄罗斯特种部队展开强攻解救人质，尸体令人惨不忍睹 sina（页面存档备份，存于）
- 美国前总统比尔·克林顿将在纽约做心脏手术。ABC（页面存档备份，存于）
- 第三届亚洲政党国际会议在北京开幕。（页面存档备份，存于）

## 9月2日
- 联合国难民署计划今年年底前从科特迪瓦、几内亚等国遣返５万名利比里亚难民。新华网（页面存档备份，存于）
- 联合国安理会要求叙利亚尊重黎巴嫩的政治独立，并立即从该国撤出所有军队。中国政府认为此事不影响国际和平，是两国之间的事，投了弃权票。 新华网（页面存档备份，存于）
- 葡萄牙总理表示，政府不打算修改堕胎法，也不准备就是否取消堕胎法进行全民公决，禁止堕胎的法令将一直实施到2006年本届政府结束。新华网（页面存档备份，存于）
- 美国共和党全国代表大会开幕，正式提名小布什为共和党总统候选人。

## 9月1日
- 第61届威尼斯电影节开幕。（页面存档备份，存于）
- 伊拉克临时国民议会宣誓就职。京华时报
- 中国的藏羚羊种群数量呈增长态势 至少达到10万只。光明日报（页面存档备份，存于）
- 2004年中国互联网大会幕。
- 俄罗斯南部北奥塞梯共和国别斯兰市第一中学发生劫持人质事件，被劫持人数超过1000人新华网（页面存档备份，存于） 中国新闻网（页面存档备份，存于）